# Lars Salviusföreningen
Lars Salviusföreningen har bildats av organisationerna Sveriges Författarförbund, Svenska Förläggareföreningen och Sveriges Tidskrifter. Föreningen delar ut ett årligt pris, Lars Salviuspriset, och stipendier till "personer som har en betydande skriftlig produktion, i huvudsak av vetenskaplig karaktär, och vilkas verk har använts, företrädesvis kopierats, vid universitet och högskolor". Priser och stipendier finansieras genom de ersättningar som svenska universitet och högskolor erlägger för kopiering ur svenska och utländska verk för undervisningsändamål.
Föreningen har tagit sitt namn från en av förgrundsgestalterna inom svensk bokhistoria, boktryckaren och tidningsmannen Lars Salvius (1706–1773).